# Ein kleines bisschen Horrorschau
Ein kleines bisschen Horrorschau – album niemieckiego zespołu punkrockowego Die Toten Hosen, wydany w 1988 roku.

## Lista utworów
1. „Hier kommt Alex” (Meurer, Frege) – 3:53
2. „1000 gute Gründe” (Breitkopf, Frege) – 3:33
3. „Ein Schritt zuviel” (von Holst, Frege) – 2:22
4. „Keine Ahnung” (Frege, Frege) – 2:08
5. „Die Farbe Grau” (Frege, Frege) – 3:52
6. „180 Grad” (Meurer, Frege) – 4:33
7. „Mehr davon” (von Holst, Frege) – 5:10
8. „Zahltag” (Breitkopf, Frege) – 2:42
9. „35 Jahre” (Rohde, Frege, von Holst) – 2:15
10. „Musterbeispiel” (Frege, von Holst) – 3:55
11. „Testbild” (Frege, Frege) – 3:17
12. „Bye, Bye Alex” (Rohde, Frege) – 2:58

## Dodatkowe utwory na reedycji z 2007 roku
1. „Zum Chef (Später Dank)” (von Holst, Frege) – 2:10
2. „Jo singt (Das Wort zum Sonntag)” (von Holst, Frege) – 0:46
3. „Liebeslied” (Breitkopf, Frege) – 3:50
4. „Die Farbe Grau” – 3:51
5. „Zahltag” – 2:43
6. „Musterbeispiel” – 3:51
7. „1200 Grad” (Breitkopf, Frege) – 4:35
8. „Einmal in vier Jahren” (Breitkopf, Frege) – 4:49
9. „Schwarze Sheriffs” (Frege, von Holst)
10. „Zigarettenautomat” (Frege, Hanns Christian Müller, Müller, Frege) – 2:04

## Single
- 1988: „Hier kommt Alex”
- 1989: „1000 gute Gründe”
- 1992: „Mehr davon”

## Twórcy
- Campino – wokal
- Andreas von Holst – gitara
- Michael Breitkopf – gitara
- Andreas Meurer – gitara basowa
- Wolfgang Rohde – perkusja

## Lista przebojów
| Rok  | Kraj       | Pozycja |
| ---- | ---------- | ------- |
| 1988 | Niemcy     | 7       |
| 1988 | Szwajcaria | 7       |
| 1989 | Austria    | 22      |